# Boubo
Le Boubo est un fleuve d'Afrique de l'Ouest qui traverse la région Sud de la Côte d'Ivoire. Il a une longueur de 130 km. Son bassin couvre 5 100 km2. 
Il se jette dans l'océan Atlantique par la lagune Makey en Côte d'Ivoire.

## Géographie

### Source
Le fleuve prend sa source à l'ouest de la ville de Diégonéfla, au nord du district de Gôh-Djiboua. Il coule d'abord vers l'est. Après Diégonéfla, il s'incurve vers la droite et continue vers le sud. À mi-chemin environ de son cours, il reçoit son principal affluent, le Do, par la droite. Peu après, il passe devant la ville de Divo. Le Boubo se jette finalement dans le golfe de Guinée par la lagune de Tagba,.

## Hydrométrie
Le débit de la rivière Boubo a été mesuré à la station hydrologique de Babokon aux deux tiers du bassin versant, moyenné sur les années 1983 à 2001, en m³/s (valeurs lues sur le diagramme).
Le Boubo fait 130 km de long. Le bassin versant fait 5 100 km2.  Sur les 26 premiers kilomètres, la déclivité moyenne atteint 3 m par kilomètre ; c’est dans cette portion que se trouvent les chutes de Ménokadié.
Le bassin versant, qui s’étend sur 5 100 km², compte 2 050 km² situés en dessous de 150 m d’altitude, son point culminant s’élevant à 415 m.